# Le Pied qui étreint
Le Pied qui étreint è un cortometraggio muto del 1916 diretto da Jacques Feyder.
Vi appaiono, in alcuni cameo, attori come Musidora o il piccolo René Poyen, protagonisti dei serial di Louis Feuillade di cui il film è la parodia.

## Trama
Il film si compone di quattro episodi:
1. Le micro bafouilleur sans fil
2. Le Rayon noir
3. La Girouette humaine
4. L'Homme au foulard à pois

## Produzione
Il film fu prodotto dalla Société des Etablissements L. Gaumont.

## Distribuzione
Distribuito dalla Société des Etablissements L. Gaumont, uscì nelle sale cinematografiche francesi nel 1916.